# Anders Sunesen
Anders Sunesen (nommé également Andreas, Suneson, Sunesøn, Latin: Andreas Sunonis) (né vers 1167 mort en 1228) est  archevêque danois de Lund, en Scanie,  du 21 mars 1201, après la disparition d' Absalon, jusqu'à ce qu'il démissionne de cette fonction pour maladie en 1223.

## Origine
Anders est l'un des fils de Sune Ebbesen, le cousin germain d'Absalon, de ce fait c'est un membre de l'élite politique et religieuse du royaume de Danemark, il fait ses études dans les universités étrangères ; en théologie et philosophie à Paris, et sa formation juridique à Bologne,et à Oxford. Professeur de théologie à l'université de Paris il s'y familiarise avec les idées du continent européen relative aux croisades chrétiennes qu'il incorpore à sa propre pensée. Il devient chancelier du roi, fonction qu'il exerce jusqu'à son élévation à l’archevêché de Lund en 1201 et transmet alors à son frère Peder Sunesen.

## Prélat guerrier
Comme archevêque, Anders Sunesen couronne le roi Valdemar II de Danemark en 1202, il coopère avec lui afin de tenter de christianiser la région de la Baltique orientale notamment chez les Finnois. En 1204, il est nommé légat du pape et primat de l'église suédoise et, en 1206, il mène une croisade contre l'île d'Ösel (actuellement Saaremaa en Estonie). Selon le chroniqueur Henri de Livonie, le roi et l'archevêque danois ont tous deux pris part à l'expédition. Cependant, la participation royale reste douteuse. Après avoir quitté Ösel, Anders Sunesen visite Riga et y passe l'hiver à donner des conférences théologiques, qui ont inspiré le prévôt de Riga pour envoyer des prêtres à prêcher, baptiser, ériger des paroisses et églises. Un décret pontifical de 1209 permet à Anders Sunesen d'ordonner des évêques dans des régions récemment conquises pour le christianisme. En 1212, Anders est nommé par le pape avec une référence spécifique à la mission et à la conversion, et l'année suivante le pape Innocent III lui permet d'installer un évêque dans la région nouvellement organisée, les évêchés de Sakkala et Ugaunia en Estonie, plaçant ainsi l'archevêque dans une position clé entre l'évêque Albert de Buxhoeveden, les Frères de l'Épée et les intérêts royaux danois. Peu de temps après le Quatrième concile du Latran, auquel ont participé Anders Sunesen et Albert de Riga, Innocent III émet une bulle en 1219, autorisant une croisade menée par l'archevêque et le roi Valdemar II. Il reçoit ensuite la permission d'installer un évêque à 
Reval (l'actuelle Tallinn), et en 1219, il accompagne Valdemar II lors de sa campagne militaire en l'Estonie. Selon une vieille tradition danoise favorable à l'expansion impériale du pays, l’étendard danois le Dannebrog apparaît dans le ciel et tombe entre les mains du roi Valdemar II pendant que Sunesen lève les bras pour implorer le ciel de donner la victoire aux danois lors d'un combat décisif la Bataille de Lyndanisse le 15 juin 1219.
Anders Sunesen semble avoir séjourné longtemps en Estonie avant sa démission en 1223 pour cause de maladie. Il vit pendant ses dernières années dans la partie nord-est de la Scanie, où il meurt en 1228 dans une île du lac d'Ivö, le plus important lac de Scanie. Il a été avancé que sa démission et sa mort étaient dues à la lèpre. Il est inhumé dans un sarcophage dans la cathédrale de Lund.

## Prélat lettré
Anders est également l'auteur de la traduction en latin de la Loi de Scanie et pendant toute sa vie il s'efforce d'intégrer le point de vue chrétien dans l'antique législation scandinave. Il réussit à introduire le Tithe (taxation au profit de l'église) malgré le fortes résistances à cette mesure des populations de Scanie à l'époque d'Absalon, mais la réussite de ses efforts pour convaincre les prêtres de son époque des mérites du célibat sont inhérents à son propre exemple et à ses prières plus qu'à des contraintes légales. Afin d'éduquer les prêtres et de former leurs idées, particulièrement dans les relations entre l'église et l'État, il écrit un traité de théologie didactique, l'Hexaemeron, composé de 8040 vers en Hexamètre dactylique latin sur la Création, la Trinité et divers sujets théologiques.